# هینو دیسین
هینو دیسین (انگلیسی: Heino Dissing; ۱۶ سپتامبر ۱۹۱۲ – ۲۷ مهٔ ۱۹۹۰) دوچرخه‌سوار اهل دانمارک بود.